# Jerzy Marszałek
Jerzy Marszałek (ur. 1942, zm. 1986) – górnik mechanik, lekkoatleta, reprezentant Polski w skoku wzwyż, harcmistrz od 1980, instruktor harcerski w Hufcu ZHP Wałbrzych.
Był organizatorem sportu i rekreacji harcerzy w Wałbrzychu. W latach 1981–1985 pełnił funkcję zastępcy przewodniczącego Komisji Rewizyjnej Hufca. 
W 1982 odznaczony Srebrnym Krzyżem „Za Zasługi dla ZHP”, a pośmiertnie – Złotym Krzyżem „Za Zasługi dla ZHP”.
Pochowany na cmentarzu parafialnym w Wałbrzychu przy ul. Moniuszki.